# Neocompsa mimosa
Neocompsa mimosa là một loài bọ cánh cứng trong họ Cerambycidae.